# 靈山吳家大院
靈山吳家大院位於四川省巴中市平昌縣，文物遺址年代判定為清。2012年7月16日公佈為第八批四川省文物保護單位。
靈山吳家大院位於四川省巴中市平昌縣靈山鄉元柏村。建築坐西向東，原四合院佈局，現僅存正房和左右廂房，面寬38.3米，進深30.1米，占地面積1152.83平方米，建築面積693平方米。穿鬥結構，板壁花窗，青瓦屋面，懸山頂。靈山吳家大院建築構件雕刻精細，如駝峰、撐拱、柱礎、門、窗分別採用陰刻和縷空雕的手法，把古代戲劇人物故事、花卉圖案，融建築於一體，使建築更加富麗壯觀。建築用材考究，結構嚴謹，佈局合理，典型的清代川東北民居建築風格，是研究清代當地民居建築的重要實物。